# Gennadij Anaškin
Gennadij Vladimirovič Anaškin (in russo Геннадий Владимирович Анашкин?; Kujbyšev, 17 dicembre 1968) è un generale russo, Eroe della Russia e comandante dell'Accademia interforze delle forze armate russe dal 2024.

## Biografia
Raggiunta la maggior età nel 1987 Anaškin fu arruolato nell'esercito sovietico venendo trasferito nella Germania orientale come parte del gruppo di truppe dell'URSS stazionate nel paese, rimanendoci per due anni. Nel 1989 scelse di continuare la carriera militare iscrivendosi alla Scuola superiore di comando aviotrasportato di Rjazan'. Finiti gli studi nel 1993, venne assegnato al 337º Reggimento della 104ª Divisione aviotrasportata delle guardie come comandante di un plotone di paracadutisti. Nel 1995 è diventato comandante di una compagnia di paracadutisti.
Nell'aprile 1998 venne trasferito al 116º Battaglione paracadutisti della 31ª Brigata aviotrasportata delle guardie (ex 104ª Divisione) come comandante di compagnia.
Dal dicembre 1999 all'agosto 2000 ha prestato servizio in missione nell'ex Jugoslavia, dove ha comandato un battaglione di paracadutisti nell'ambito delle Forze di Pace nella Repubblica di Bosnia ed Erzegovina.
Dal giugno 2003 ha prestato servizio come capo di stato maggiore - vice comandante del 226º e dal settembre - 285º Reggimento paracadutisti di addestramento del 242º Centro addestramento per giovani specialisti delle forze aviotrasportate di stanza ad Omsk.
Il 9 agosto il colonnello Anaškin venne trasferito in Ossezia del Nord; da lì guidò il suo reggimento verso la capitale della repubblica separatista dell'Ossezia del Sud Tskhinvali. Giunto lì condusse un'offensiva con due compagnie paracadutisti sulla città di Gori, scontrandosi con le forze armate georgiane. Per le sue azioni fu premiato personalmente dal presidente russo Dmitrij Medvedev con il titolo massimo di Eroe della Federazione Russa.
L'11 dicembre 2015 venne promosso al grado di maggior generale.
Anaškin è stato promosso a tenente generale l'11 giugno 2021. Dal settembre successivo a gennaio 2022, Anaškin ricoprì la carica di comandante del contingente russo di pace nel Nagorno-Karabakh.
Il 7 settembre 2023 è stato promosso a colonnello generale dal Presidente della Federazione Russa Vladimir Putin.
Nel novembre 2024 Anaškin è stato nominato comandante dell'Accademia militare interforze delle forze armate russe.